# Chumbada

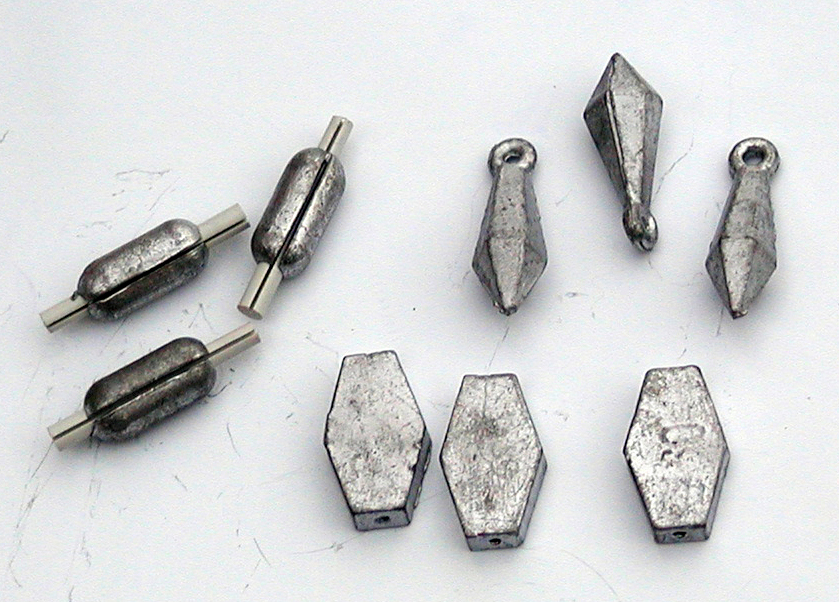
Alguns exemplares de chumbadas.

Chumbada (designação coloquial de peso de pesca) é um equipamento de pesca, é um peso usado em conjunto com uma isca de pesca e anzol para aumentar sua taxa de afundamento, capacidade de ancoragem e/ou distância de lançamento. Os pesos de pesca podem ser tão pequenos quanto 1 grama para aplicações em águas rasas e ainda menores para aplicações de pesca com mosca, ou tão grandes quanto vários quilos ou consideravelmente mais para pesca em alto mar. Eles são feitos nas mais variadas formas para diversas aplicações de pesca. As preocupações ambientais atuais incluem a eliminação do uso de chumbo e outros materiais em chumbadas de pesca. Assim, a maioria dos pesos de pesca à base de chumbo foram proibidas no Reino Unido, especificamente as de peso inferior a 1 onça (28,4 gramas), Canadá e alguns estados dos Estados Unidos. Os pesos de pesca à base de chumbo são proibidos em todos os parques nacionais dos EUA e do Canadá. Essas proibições motivaram o uso de vários outros materiais em chumbadas, como: aço, latão, bismuto, e mais recentemente o tungstênio, no entanto, os efeitos do tungstênio sobre o meio ambiente, são essencialmente desconhecidos.